# Claas Buschmann
Claas Buschmann (* 1977 in Hamburg) ist ein deutscher Rechtsmediziner und TV-Moderator.

## Leben und Wirken
Buschmann war zunächst Oberarzt an der Rechtsmedizin der Berliner Charité, inzwischen ist er leitender Oberarzt am Institut für Rechtsmedizin des Universitätsklinikums Schleswig-Holstein. Seit dem 20. März 2020 moderierte er 31 Folgen von Verbrechen, die Deutschland bewegten, einem auf RTLup gezeigten Spin-Off der TV-Reihe Anwälte der Toten.
Buschmann promovierte mit einer 2006 erschienen Arbeit über ein notfallmedizinisches Thema. 2021 veröffentlichte er ein Buch über besonders spektakuläre Fälle der Rechtsmedizin, außerdem ist er Autor von zahlreichen Fachaufsätzen.

## Publikationen (Auswahl)
- Vermeidung von Aveloarkollaps bei endotrachealer Absaugung durch Erhaltung des Trachealdrucks. Untersuchung einer neuen Technik auf Basis eines doppellumigen Endotrachealtubus, Dissertation, Hamburg 2006.
- mit Astrid Herbold: Wenn die Toten sprechen. Spektakuläre Fälle aus der Rechtsmedizin, Ullstein, Berlin 2021, ISBN 978-3-548-06402-4.